# Saint-Léger-de-Linières
Saint-Léger-de-Linières est une commune nouvelle située dans le département de Maine-et-Loire, en région Pays de la Loire, créée le 1er janvier 2019, par la fusion des communes de Saint-Jean-de-Linières et Saint-Léger-des-Bois.

## Géographie

### Communes limitrophes
| Bécon-les-Granits       | Saint-Lambert-la-Potherie |             |
| Saint-Augustin-des-Bois | Saint-Léger-de-Linières   | Beaucouzé   |
|                         | Saint-Martin-du-Fouilloux | Bouchemaine |

### Climat
Pour des articles plus généraux, voir Climat des Pays de la Loire et Climat de Maine-et-Loire.
En 2010, le climat de la commune est de type climat océanique altéré, selon une étude du CNRS s'appuyant sur une série de données couvrant la période 1971-2000. En 2020, Météo-France publie une typologie des climats de la France métropolitaine dans laquelle la commune est exposée à un climat océanique et est dans une zone de transition entre les régions climatiques « Bretagne orientale et méridionale, Pays nantais, Vendée » et « Moyenne vallée de la Loire ». 
Pour la période 1971-2000, la température annuelle moyenne est de 11,8 °C, avec une amplitude thermique annuelle de 14 °C. Le cumul annuel moyen de précipitations est de 694 mm, avec 11,4 jours de précipitations en janvier et 6 jours en juillet. Pour la période 1991-2020, la température moyenne annuelle observée sur la station météorologique de Météo-France la plus proche, sur la commune de Beaucouzé à 6 km à vol d'oiseau, est de 12,6 °C et le cumul annuel moyen de précipitations est de 709,3 mm,. Pour l'avenir, les paramètres climatiques de la commune estimés pour 2050 selon différents scénarios d'émission de gaz à effet de serre sont consultables sur un site dédié publié par Météo-France en novembre 2022.

## Urbanisme

### Typologie
Au 1er janvier 2024, Saint-Léger-de-Linières est catégorisée bourg rural, selon la nouvelle grille communale de densité à sept niveaux définie par l'Insee en 2022.
Elle est située hors unité urbaine. Par ailleurs la commune fait partie de l'aire d'attraction d'Angers, dont elle est une commune de la couronne,. Cette aire, qui regroupe 81 communes, est catégorisée dans les aires de 200 000 à moins de 700 000 habitants,.

## Histoire
La commune est créée au 1er janvier 2019 par un arrêté préfectoral du 20 septembre 2018 et résulte de la fusion des communes de Saint-Jean-de-Linières et Saint-Léger-des-Bois. Son chef-lieu est fixé à la mairie de Saint-Léger-des-Bois.

## Politique et administration

### Liste des maires
| Période                                  | Période                   | Identité       | Étiquette          | Qualité |
| ---------------------------------------- | ------------------------- | -------------- | ------------------ | --- |
| 8 janvier 2019                           | En cours (au 27 mai 2020) | Franck Poquin, | DVD puis Horizons, | Enseignant en classe préparatoire 14e vice-président d'Angers Loire Métropole Maire de Saint-Léger-des-Bois (2014 → 2018) Conseiller départemental depuis 2021 |
| Les données manquantes sont à compléter. |                           |                |                    | |

### Communes déléguées
| Nom                          | Code Insee | Intercommunalité       | Superficie (km2) | Population (dernière pop. légale) | Densité (hab./km2) |
| ---------------------------- | ---------- | ---------------------- | ---------------- | --------------------------------- | ------------------ |
| Saint-Léger-des-Bois (siège) | 49298      | Angers Loire Métropole | 15,42            | 1 707 (2016)                      | 111                |
| Saint-Jean-de-Linières       | 49289      | Angers Loire Métropole | 8,66             | 1 822 (2016)                      | 210                |

## Population et société

### Démographie
L'évolution du nombre d'habitants est connue à travers les recensements de la population effectués dans la commune depuis sa création.

En 2022, la commune comptait 3 860 habitants, en évolution de +9,38 % par rapport à 2016 (Maine-et-Loire : +2,12 %, France hors Mayotte : +2,11 %).
| 2016  | 2021  | 2022  |
| ----- | ----- | ----- |
| 3 529 | 3 804 | 3 860 |